# Звенячка
Звенячка — село в Хомутовском районе Курской области. Входит в состав Сковородневского сельсовета.

## География
Село находится у ручья Звенячий (приток Берёзы в бассейне Свапы), в 33 км от российско-украинской границы, в 97 км к западу от Курска, в 20 км к востоку от районного центра — посёлка городского типа Хомутовка, в 13 км от центра сельсовета — села Сковороднево.
Улицы
В селе улицы: Димитрова, Куйбышева, Страна Советов.
Климат
Звенячка, как и весь район, расположена в поясе умеренно континентального климата с тёплым летом и относительно тёплой зимой (Dfb в классификации Кёппена).
| Показатель                                                                     | Янв. | Фев. | Март | Апр. | Май  | Июнь | Июль | Авг. | Сен. | Окт. | Нояб. | Дек. | Год  |
| ------------------------------------------------------------------------------ | ---- | ---- | ---- | ---- | ---- | ---- | ---- | ---- | ---- | ---- | ----- | ---- | ---- |
| Средний суточный максимум, °C                                                  | −4   | −3   | 2,8  | 12,8 | 19,1 | 22,4 | 24,8 | 24,1 | 17,8 | 10,4 | 3,4   | −1,1 | 10,8 |
| Средняя температура, °C                                                        | −6   | −5,4 | −0,6 | 8,1  | 14,5 | 18,2 | 20,6 | 19,6 | 13,8 | 7,2  | 1,3   | −3   | 7,4  |
| Средний суточный минимум, °C                                                   | −8,3 | −8,3 | −4,5 | 2,8  | 9,1  | 13   | 15,7 | 14,7 | 9,7  | 4    | −1    | −5,1 | 3,5  |
| Норма осадков, мм                                                              | 50   | 44   | 47   | 50   | 64   | 70   | 84   | 57   | 59   | 56   | 49    | 50   | 680  |
| Источник: Погода по месяцам c ru.climate-data.org(дата обращения: Август 2021) |      |      |      |      |      |      |      |      |      |      |       |      |      |

Часовой пояс
Село Звенячка, как и вся Курская область, находится в часовой зоне МСК (московское время). Смещение применяемого времени относительно UTC составляет +3:00.

## Население
| 2002 | 2010 | 2015 |
| ---- | ---- | ---- |
| 181  | ↘103 | ↘79  |

## Инфраструктура
Личное подсобное хозяйство. В селе 189 домов.

## Транспорт
Звенячка находится в 9 км от автодороги федерального значения А142, в 20 км от автодороги регионального значения 38К-040 (Хомутовка — Рыльск — Глушково — Тёткино — граница с Украиной), в 6,5 км от автодороги 38К-003 (Дмитриев — Берёза — Меньшиково — Хомутовка), в 10 км от автодороги межмуниципального значения 38Н-024 (Богомолов — Капыстичи — граница Рыльского района), в 17 км от автодороги 38Н-708 (38К-40 — Поды — Петровское), на абтодороге 38Н-656 (А-142 — Почепное — Звенячка), в 20 км от ближайшей ж/д станции Арбузово (линии Навля — Льгов I и Арбузово — Лужки-Орловские).
В 192 км от аэропорта имени В. Г. Шухова (недалеко от Белгорода).